# Whitewright

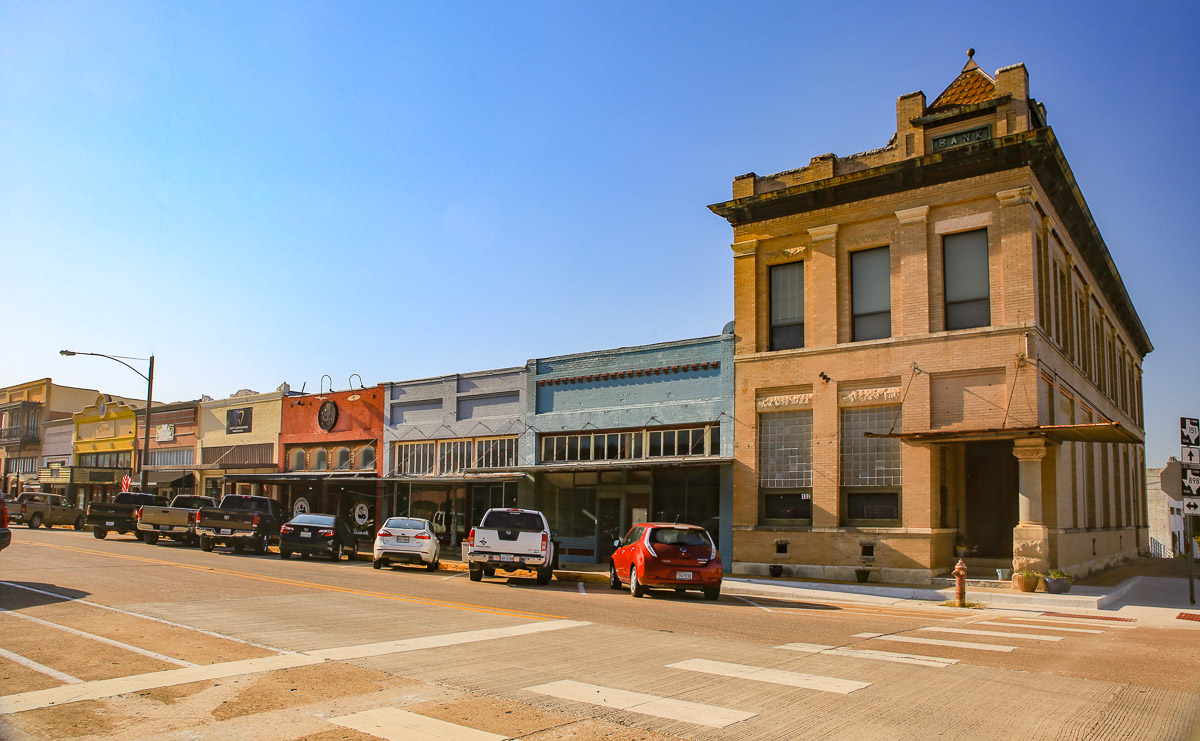
Centre-ville de Whitewright, Texas

La ville de Whitewright est située dans les comtés de Fannin et Grayson, dans l’État du Texas, aux États-Unis. Sa population s’élevait à 1 604 habitants lors du recensement de 2010, estimée à 1 656 habitants en 2016.

## Source
- (en) Cet article est partiellement ou en totalité issu de l’article de Wikipédia en anglais intitulé « Whitewright, Texas » (voir la liste des auteurs).

1. ↑  « Population and Housing Unit Estimates » (consulté le 9 juin 2017)
2. ↑  « Census of Population and Housing », Census.gov (consulté le 4 juin 2015)